# یاکوولف پچلا

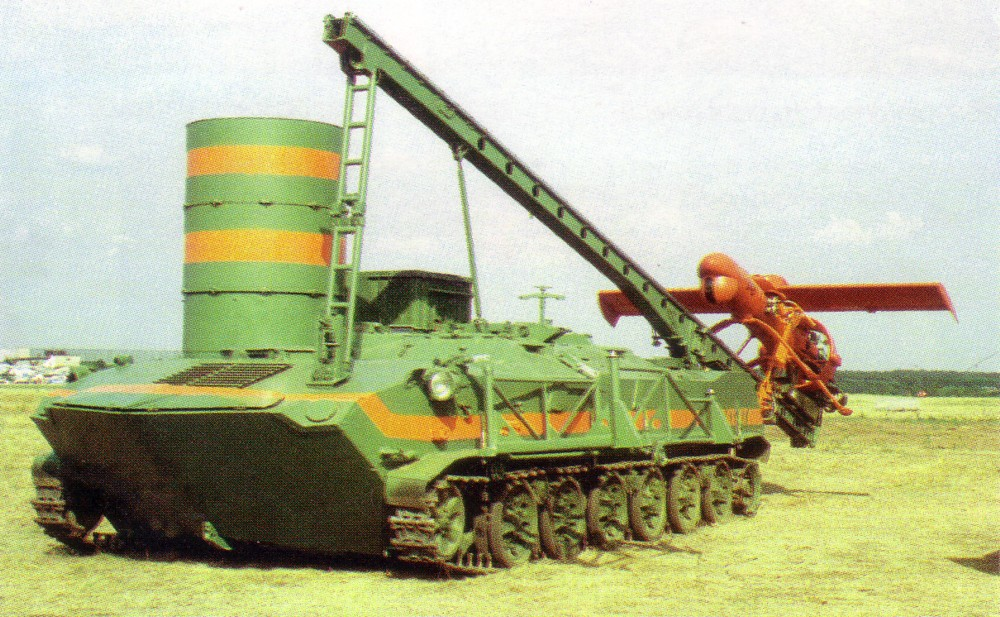
پهپاد Pchela-1T بر روی خودرو BTR-D

یاکوولف پچلا-۱تی ("Пчела" به معنی زنبور ) یک وسیله نقلیه هوایی بدون سرنشین (پهپاد) است که توسط دفتر طراحی روسی یاکوولف ساخته شده است . کاربرد اصلی آن برای نظارت و مشاهده در محیط های نبرد است. سایر کاربردها و کاربردها شامل تعیین هدف و به عنوان یک هدف آموزشی است. 

## کاربران
- روسیه [۱]
- کره شمالی [۲] [۳]